# Esquimal
Esquimal es el nombre común usado para los distintos pueblos indígenas que habitan en las regiones árticas de América del Norte y parte de Siberia y hablan lenguas esquimales. Se denomina así a dos grupos étnicos relacionados:
- Los inuit, habitantes de la tundra ártica del norte de Alaska, Canadá y Groenlandia.
- Los yupik, habitantes del sur de Alaska, que es de clima subártico y de la península siberiana de Chukchi.

La palabra «esquimal» (en inglés eskimo y en francés esquimaux) ha caído en desuso en Canadá pues se considera despectivo y oficialmente solo se utiliza inuit que significa 'el pueblo' (en inuktitut, ᐃᓄᐃᑦ inuit). En Groenlandia se usan ambos términos. Sin embargo, en Alaska y Siberia, los pobladores yupik se siguen llamando esquimales.
A los grupos inuit y yupik, habría que añadir el de los sadlermiut, en la bahía Hudson, últimos relictos de la cultura Dorset, cuya pequeña población se extinguió en 1902 al contraer enfermedades por el contacto con occidentales.

## Etimología

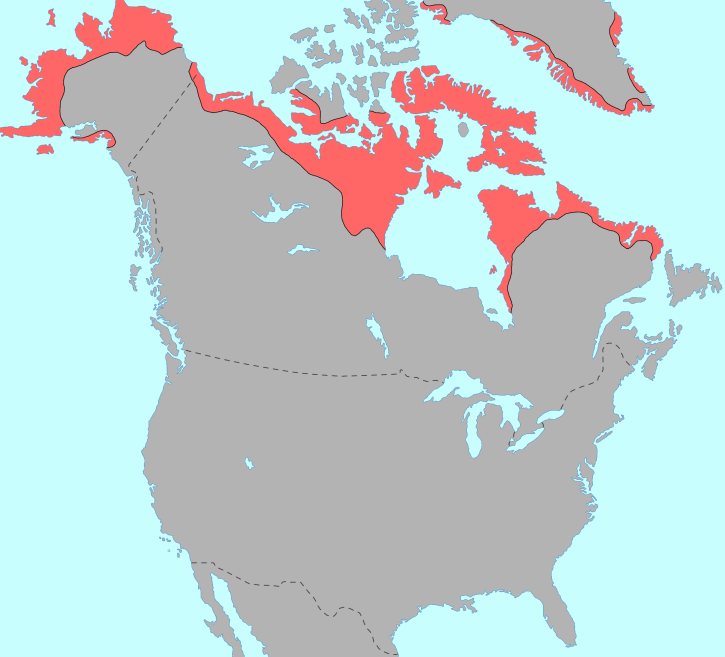
Distribución geográfica de las lenguas esquimales.

Esquimal es un término algonquino que podría significar «devoradores de carne cruda». Sin embargo, otras versiones indican que podría significar el «cazador (o pescador) de los zapatos de nieve» o el «pueblo que usa otra lengua».

## Orígenes y migración
Los esquimales tienen sus orígenes en Siberia, al noreste de Asia. Sus antepasados esquimo-aleutas cruzaron el estrecho de Bering y se asentaron también en Norteamérica. Se encontraron restos humanos en Saqqaq (Groenlandia), de hace 4000 años, cuyo análisis genético dio como resultado su aproximación con los pueblos esquimo-aleutas, aunque no necesariamente con los actuales pueblos de Groenlandia.
Además del origen siberiano, se ha demostrado a través del análisis genético que estos pueblos tienen también ancestros amerindios.

## Pueblos inuit

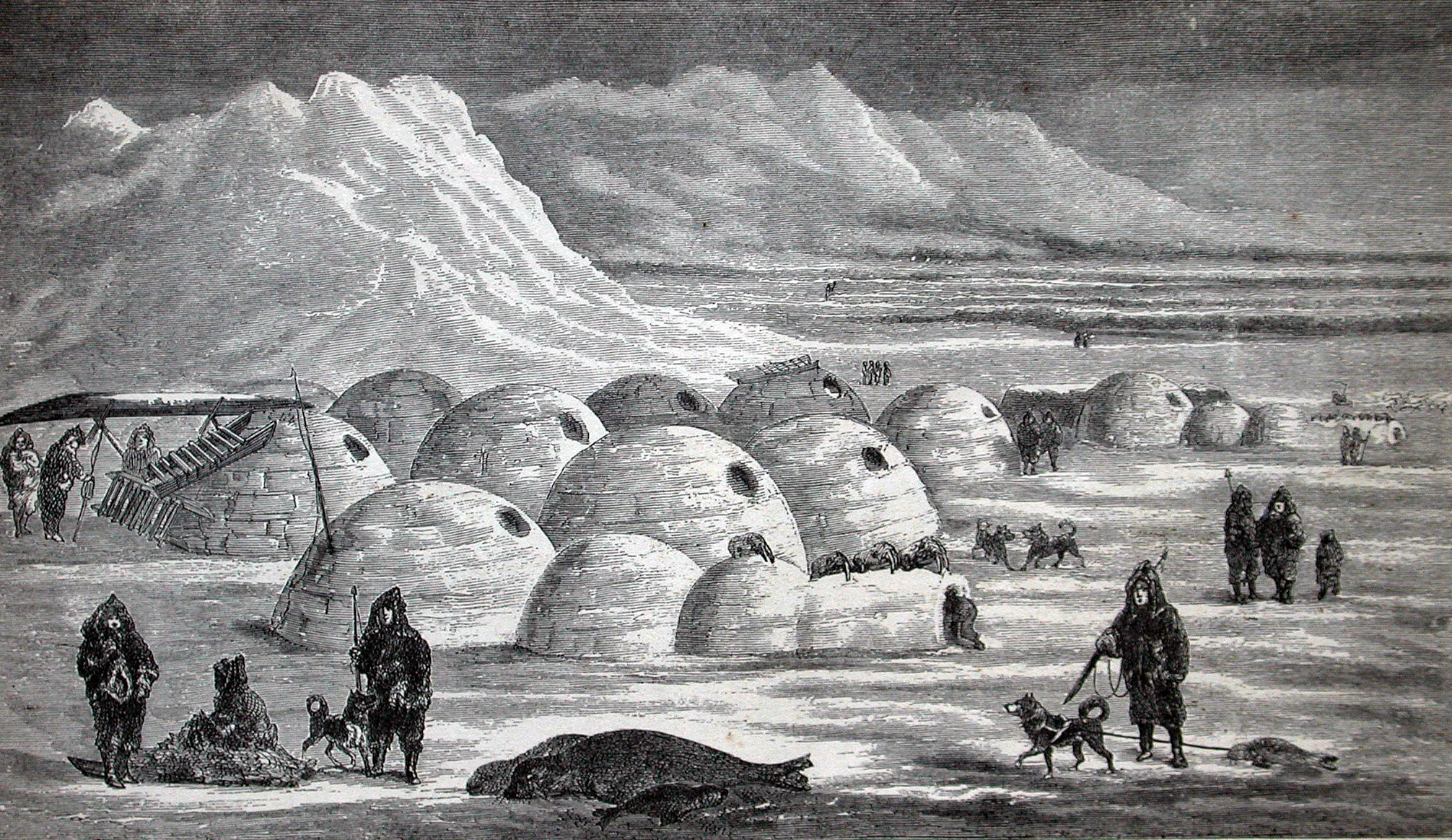
Aldea inuit de iglús en la isla de Baffin, ilustración de Charles Francis Hall, 1865.

Inuit es el nombre genérico de los grupos humanos que habitan el Ártico, que poseen características físicas que los ayudan a sobrevivir en el frío. Las pestañas son pesadas, para proteger los ojos del resplandor del sol que se refleja en el hielo, su cuerpo es generalmente bajo y robusto para retener más calor. Son hablantes de lenguas inuit.
Han soportado la vida del Ártico durante miles de años y tienen una gran experiencia para poder sobrevivir en el hielo.
Los inuit viven en las tundras del norte de Canadá, Alaska y Groenlandia. Se calcula que viven en esta región unas 100 000 personas. Desarrollan una vida nómada, siguiendo las migraciones de los animales que cazan, entre los cuales pueden destacarse los caribúes, osos, ballenas y focas. De estos y otros animales aprovechan todas las partes posibles para alimentarse, abrigarse y construir viviendas y herramientas para cazar. La caza de focas y la pesca les permiten conseguir alimentos incluso en el crudo invierno del Ártico.
El perro de trineo tiene un papel importante en la vida inuit. Sobre la nieve o el hielo, un equipo de perros arrastran el qamutik, un trineo hecho de madera, huesos de animales, barbas de la boca de una ballena e incluso pescado congelado.

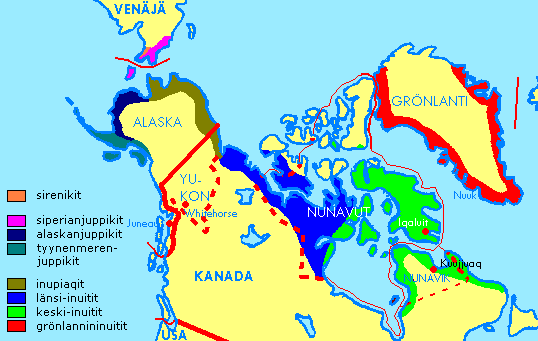
Grupos esquimales: Kalaallit en rojo, inuit oriental en verde claro, inuvialuit en azul, inupiat en verde oscuro, yup'ik en azul oscuro, aluutiq en gris y yuit de Siberia en violeta y naranja.

Los pueblos inuit pueden subdividirse, sobre la base de sus dialectos, en 16 grupos, los cuales van dentro de los 4 grupos principales siguientes:
- Los kalaallit de Groenlandia: Es la etnia más numerosa con más de 50 000 personas. Hablan el groenlandés, idioma oficial de Groenlandia.

- Los inuit del este del Canadá: Habitan principalmente en el territorio de Nunavut, en Nunavik (Norte de Quebec) y Nunatsiavut (Norte de Labrador). Hablan el  idioma inuktitut oriental.

- Los inuvialuit del oeste de Canadá: Habitan las costas del golfo de Amundsen y las islas occidentales del archipiélago Ártico Canadiense. Hablan el idioma inuvialuktun.

- Los inupiat de Alaska: Habitan en los condados del Ártico Noroccidental y Slope del Norte, incluyendo la península de Seward y Barrow, la ciudad más septentrional de Estados Unidos. Hablan el iñupiaq.

## Pueblos yupik
Desde el punto de vista lingüístico, se considera a los hablantes de lenguas yupik, una rama esquimal separada de los inuit. Aunque hay una relación genética cercana de los yupik con los inuit y los aleutas. Habitan la región suroeste de Alaska y en Siberia las costas de la península de Chukchi. La economía yupik se ha basado tradicionalmente en la caza de mamíferos marinos como focas, morsas y ballenas.

### Yupik alaskeños
Los pueblos yupik de Alaska están conformados por 2 grupos:
- Aluutiq: Llamados también yupik del Pacífico o sugpiaq. Hablan el idioma alutiiq y habitan en las costas del sur de Alaska, especialmente en la península de Alaska . No se les debe confundir con los aleutas (nativos isleños).

- Yup'ik centroalaskeños: Habitan en las bahías de Norton Sound y Bristol, y la Isla Nelson (Alaska). Hablan el idioma yup'ik, también llamado cup'ig.

### Esquimo-siberianos
También llamados yupik siberianos o yupik del estrecho de Bering o yuit, este último nombre oficial que les dio la Unión Soviética en 1931. Son pequeñas poblaciones que habitan en las costas de la península de Chukchi en el Extremo Oriente ruso, distrito de Chukotka. Son 3 grupos:
- Chaplinos: Los chaplinos (o ungazighmiistun) son el grupo yupik siberiano más numeroso, habitan en la costa siberiana del mar de Bering, en la isla de Wrangel y en la Isla San Lorenzo (Alaska). Hablan el idioma yupik centrosiberiano (o yuit).

- Naucanos: El pueblo naucano (o nuvuqaghmiistun) habita en Chukotka en asentamientos como Uelen y Providéniya. Son unos 400 habitantes, 70 de los cuales hablan aún el naucano.

- Sireniki: Los sireniki (o uqeghllistun), cuyo idioma original sirenik está extinto, habitan especialmente en la localidad de Sireniki (Chukotka). Lingüísticamente su clasificación no se ha resuelto,[12] pues unos los agrupan con los demás esquimo-siberianos y otros como una rama esquimal aparte de los yupik y de los inuit. Se considera que tienen una influencia cultural con los pueblos chukchi, dada la convivencia regional; pero genéticamente son más cercanos a los chaplinos.[11]

## Galería

### Inuit

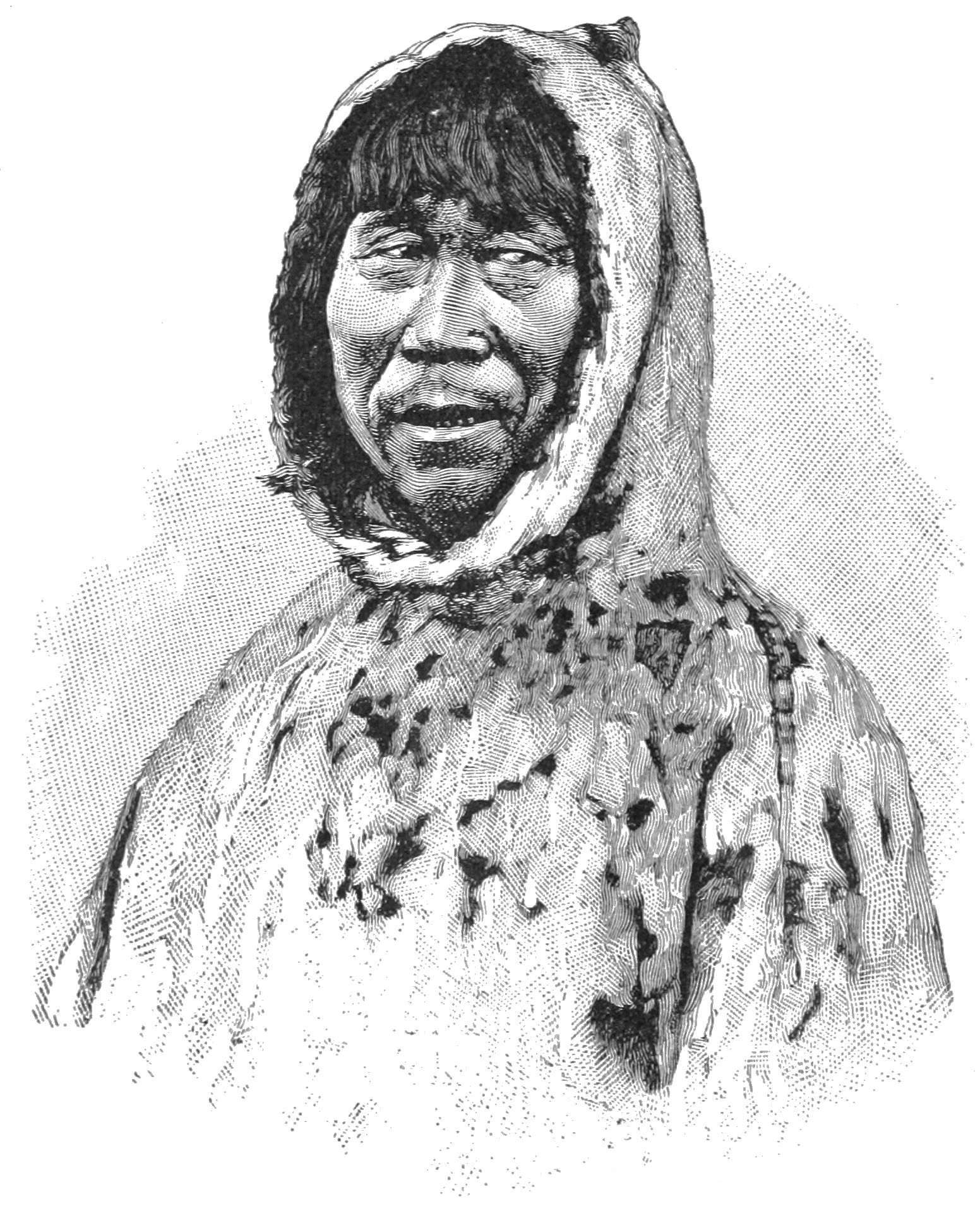
Esquimal groenlandés (1890).
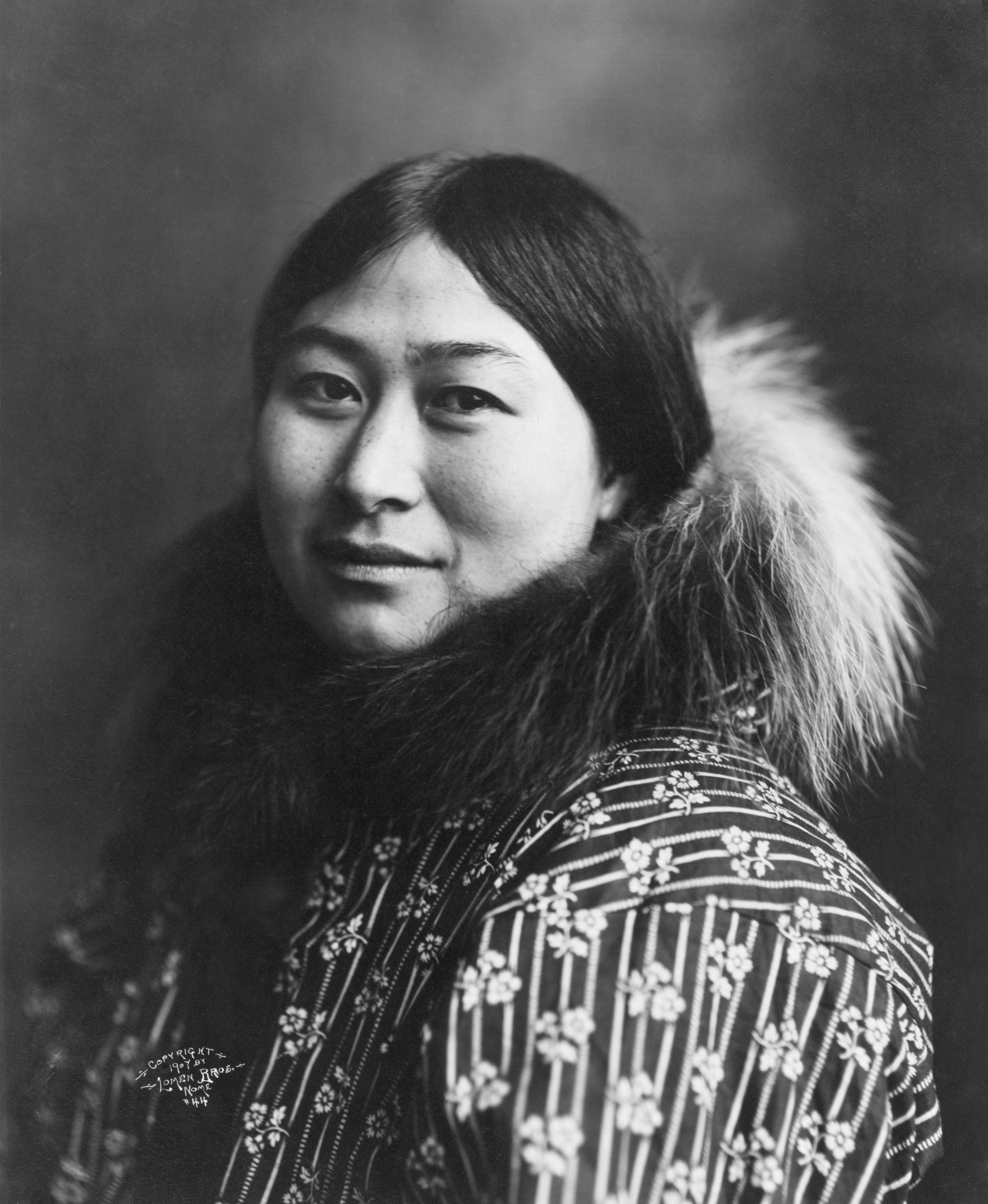
Nowadlook (Nora) Ootenna. Mujer Inupiat (Alaska, 1907).
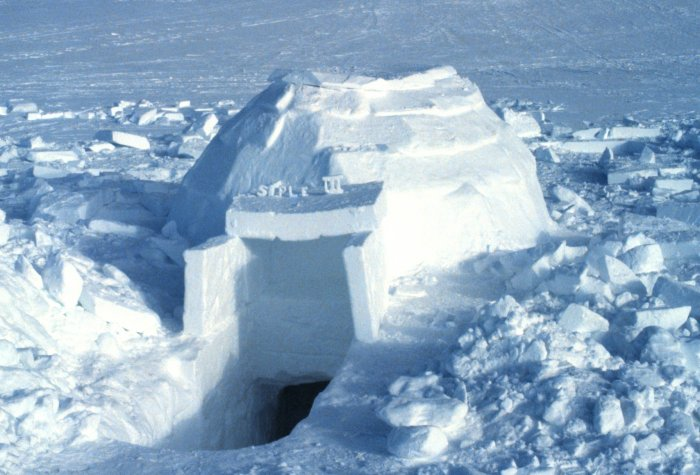
Iglú (Siglo XX).
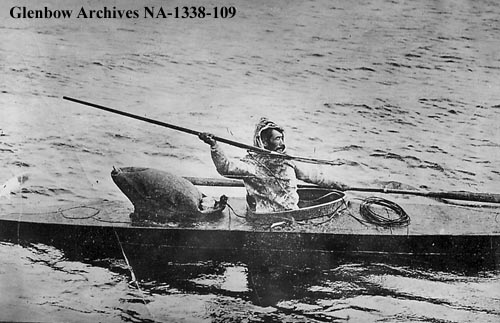
Cazador inuit canadiense en kayak con un arpón de punta giratoria; 1908.

### Yupik

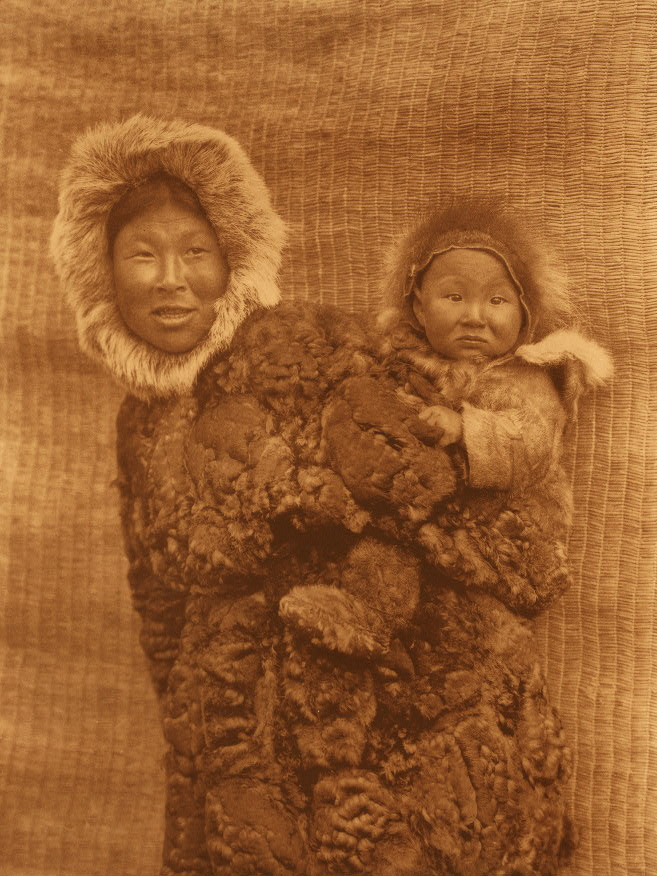
Mujer y niño yupik de Alaska; fotograbado, 1928.
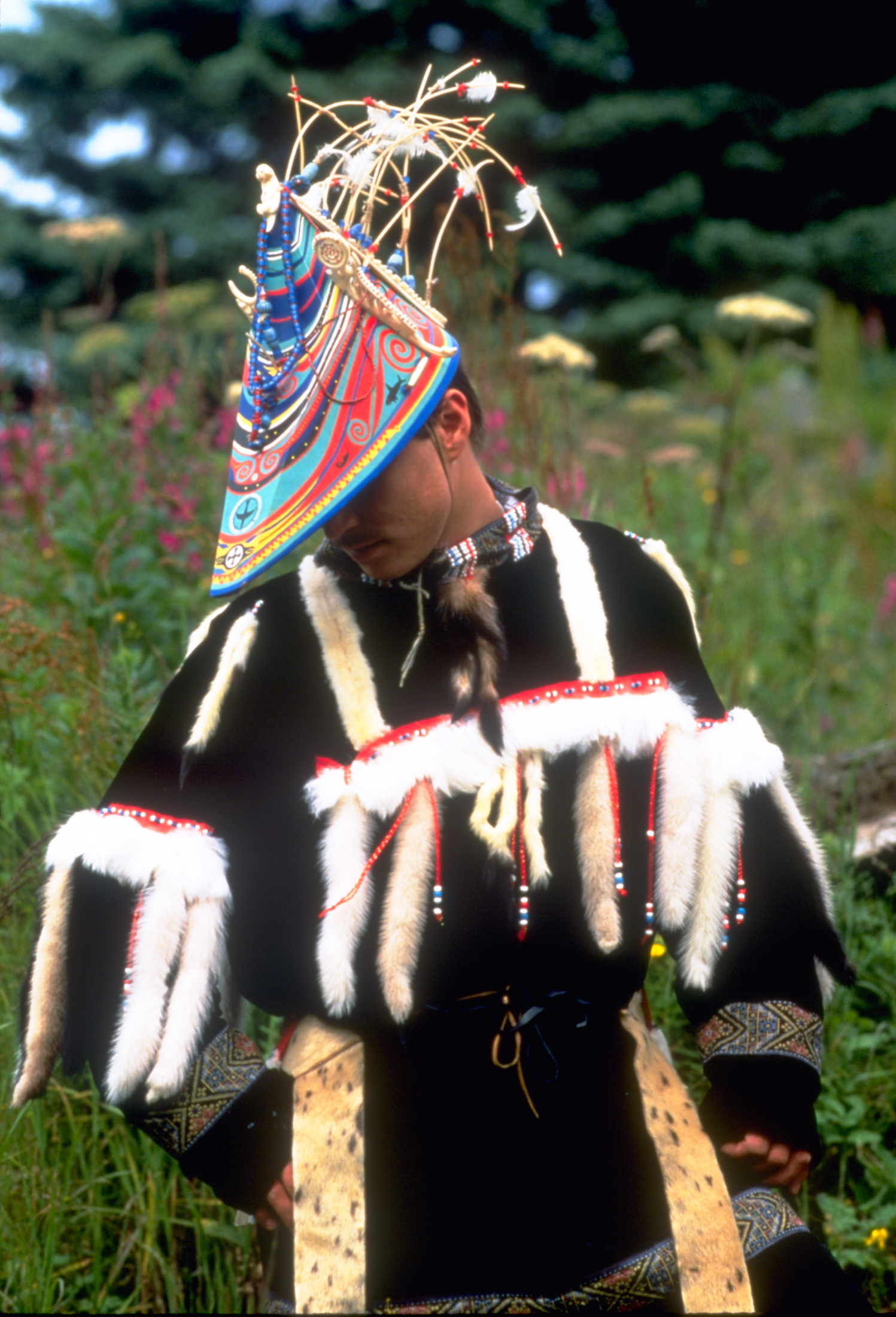
Danzante alutiiq.
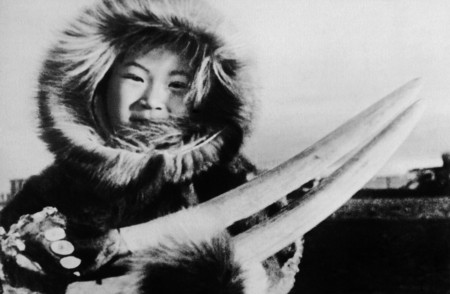
Joven esquimo-siberiana con colmillos de morsa.